# Petrorossia tenuis
Petrorossia tenuis är en tvåvingeart som först beskrevs av Walker 1871.  Petrorossia tenuis ingår i släktet Petrorossia och familjen svävflugor.
Artens utbredningsområde är Etiopien. Inga underarter finns listade i Catalogue of Life.